# Jordanus de Nemore

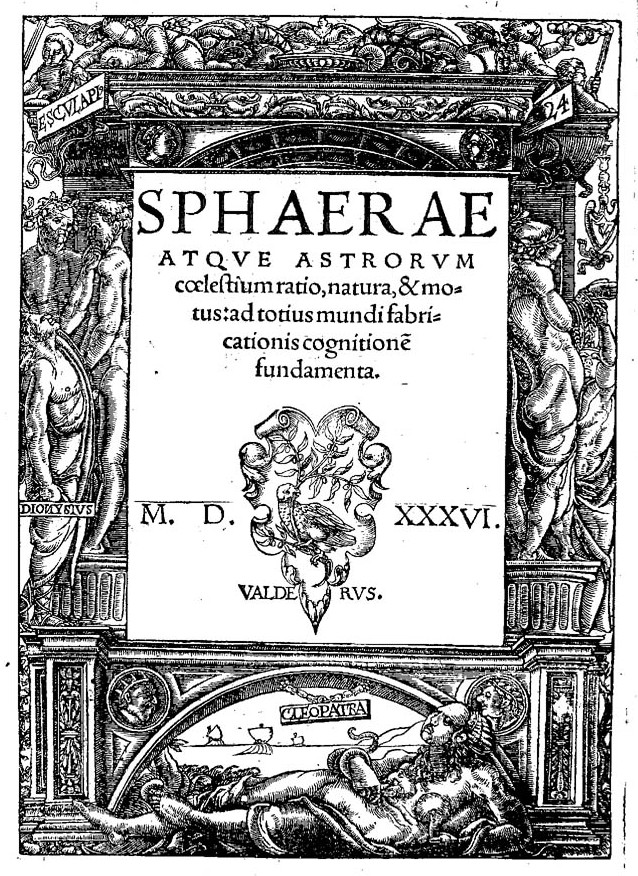
Sphaerae atque astrorum coelestium ratio, natura, et motus, 1536

Jordanus de Nemore (fl. século XIII), também conhecido como Jordanus Nemorarius e Giordano de Nemi, foi um matemático e cientista europeu do século XIII. Seu epônimo indica que ele possa ser da Comuna de Nemi na Itália, cujo nome vem do latim "nemus" (madeira, bosco). Ele escreveu tratados sobre pelo menos 6 diferentes assuntos matemáticos importantes: a ciência dos pesos; Tratados “algorismi” sobre aritmética prática; aritmética pura; álgebra; geometria; e projeção estereográfica . Muitos desses tratados existem em várias versões ou reformulações da Idade Média. Não sabemos nada sobre ele pessoalmente, exceto a data aproximada de sua obra.

## Biografia
Nenhum detalhe biográfico é conhecido sobre Jordanus de Nemore. Citado nos primeiros manuscritos simplesmente como “Jordanus”, ele mais tarde recebeu o apelido de “de Nemore” (“da Floresta”, “Guarda florestal”), que não acrescenta nenhuma informação biográfica sólida. Na Renascença, seu nome costumava ser "Jordanus Nemorarius", uma forma imprópria.
Uma entrada no catálogo de manuscritos do século XIX para o Sächsische Landesbibliothek em Dresden sugeria que Jordanus lecionava na Universidade de Toulouse, mas o texto em questão não foi escrito por Jordanus e essa possível associação não tem fundamento. Uma crônica da Ordem dos Pregadores do século XIV, do inglês Nicholas Trivet (ou Triveth, 1258-1328), sugeriu que o segundo mestre-geral da Ordem Dominicana, Jordanus da Saxônia (falecido em 1237) escreveu dois textos matemáticos com títulos semelhantes a dois por Jordanus de Nemore, mas esta sugestão tardia é mais provavelmente uma confusão por parte de Trivet, ao invés de qualquer prova de identidade. Jordanus da Saxônia nunca usa o nome “de Nemore” e em nenhum outro lugar é creditado com escritos matemáticos - na verdade, ele lecionou teologia na Universidade de Paris . Da mesma forma, o nome de Jordanus da Saxônia nunca é encontrado em um texto matemático. Essa identidade, popular entre alguns nos séculos XIX e XX, foi em grande parte abandonada.
Supõe-se que Jordanus trabalhou na primeira parte do século XIII (ou mesmo no final do século XII), uma vez que suas obras estão contidas em uma lista de livros, a Biblionomia de Richard de Fournival, compilada entre 1246 e 1260.

### Mecânica:scientia de ponderibus(a ciência dos pesos)
A “ciência dos pesos” medieval (isto é, mecânica ) deve muito de sua importância ao trabalho de Jordanus. No Elementa super demonstrationem ponderum, ele introduz o conceito de “ gravidade posicional” e o uso de forças componentes. Pierre Duhem (em seu Origines de la statique, 1905) sugere que Jordanus também introduziu considerações infinitesimais na estática em sua discussão de deslocamentos "virtuais" (sendo esta outra interpretação de Duhem) de objetos em equilíbrio. Ele prova a lei da alavanca por meio do princípio do trabalho. O De ratione ponderis também prova as condições de equilíbrio de pesos desiguais em planos inclinados em ângulos diferentes - muito antes de ser restabelecido por Simon Stevin (com seus clootcrans - experimento da "coroa de esferas") e mais tarde por Galileu .
O Elementa super demonstrationem ponderum parece ser a única obra que pode ser definitivamente atribuída a Jordanus; e o primeiro da série. Jordanus pegou o que Joseph Brown chamou de "Logician’s Abstract of On the Karaston " (uma compressão habilidosa das conclusões do Liber karastonis de Thābit ibn Qurra ) e criou um novo tratado (7 axiomas e 9 proposições) a fim de estabelecer uma matemática base para as quatro proposições sobre o equilíbrio romano chamado Liber de canonio . Um dos primeiros comentários sobre isso (que também contém uma correção necessária à Proposição 9) é o “Comentário de Corpus Christi”.
O Liber de ponderibus funde os sete axiomas e as nove proposições do Elementa às quatro proposições do De canonio . Existem pelo menos duas tradições de comentários ao Liber de ponderibus que melhoram algumas das demonstrações e melhor integram as duas fontes.
O De ratione ponderis é uma versão habilmente corrigida e expandida (45 proposições) do Elementa . Isso geralmente é atribuído a Jordanus, mas mais provavelmente é o trabalho de um matemático não identificado, porque as citações de Jordanus de seus outros trabalhos foram excluídas.
Relacionado a esses tratados está um conjunto anônimo de comentários, cada um dos quais começa com as palavras “Aliud commentum” (e, portanto, conhecido como a versão “Aliud commentum”). Este comentário supera todos os outros, especialmente o comentário sobre a Proposição 1.

### Tratados deAlgorismi
Existem 5 tratados algorismi nesta categoria, examinados por Gustaf Eneström no início do século XX, lidando com aritmética prática.
O Communis et consuetus (suas palavras iniciais) parece ser a forma mais antiga da obra, intimamente relacionada com a muito expandida Demonstratio de algorismo . Eneström acreditava que o Communis et consuetus era certamente de Jordanus.
A Demonstratio de algorismo posterior contém 21 definições e 34 proposições. Esta é provavelmente uma versão posterior do Communis et consuetus, feita pelo próprio Jordanus ou por algum outro matemático do século XIII.
O Tractatus minutiarum em frações parece ser uma segunda parte do Communis et consuetus - eles são freqüentemente encontrados juntos nos manuscritos.
Da mesma forma, a Demonstratio de minutiius está ligada à Demonstratio de algorismo e contém e amplia as proposições encontradas no Tractatus minutiarum - novamente uma reedição do texto original.
O Algorismus demonstratus é uma atribuição espúria, embora por muito tempo esse item tenha sido atribuído a Jordanus. Até que Eneström começou a classificar os vários tratados, o Algorismus demonstratus - uma vez que foi o único publicado (ed. Johannes Schöner, Nuremberg, 1543) - foi o título sob o qual todos os tratados foram agrupados. Eneström achou altamente improvável, entretanto, que esta versão fosse obra de Jordanus, já que nenhum manuscrito a atribui a ele (se eles fornecem um autor, geralmente é um Magister Gernarus, ou Gerhardus ou Gernandus). A primeira parte deste tratado (também conhecida como Algorismus de integris ) contém definições, axiomas e 43 proposições. A segunda parte (o Algorismus de minutiis ) contém definições e 42 proposições. Eneström mostra que, embora diferente dos tratados algorismi de Jordanus, o Algorismus demonstratus ainda está intimamente relacionado a eles.

### Aritmética: oDe elementis arismetice artis

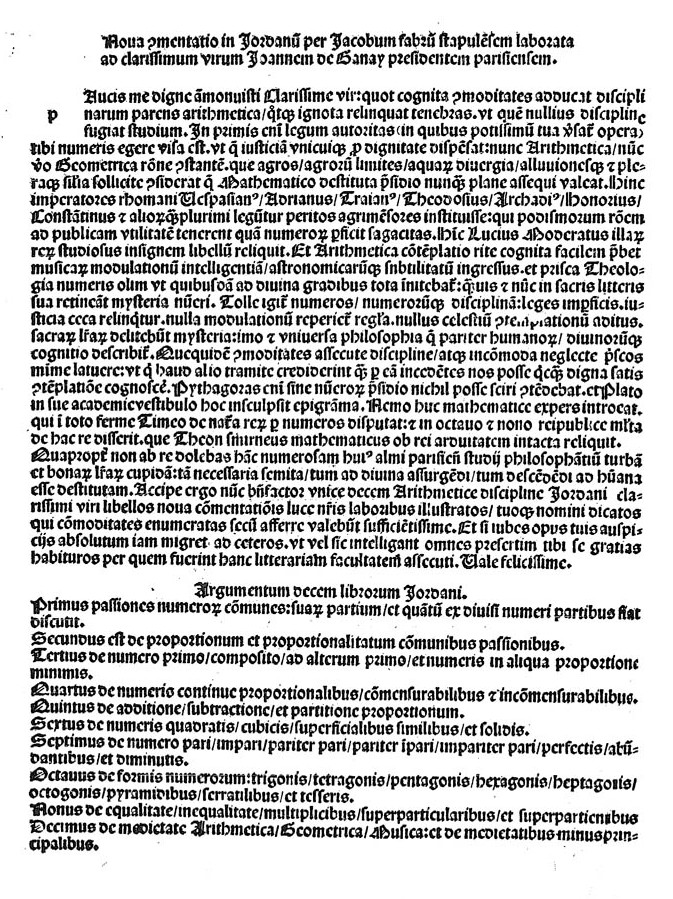
Demonstrationes in Arithmetica

Este tratado de aritmética contém mais de 400 proposições divididas em dez livros. Existem três versões ou edições em forma de manuscrito, a segunda com provas diferentes ou expandidas das encontradas na primeira, e várias proposições adicionadas ao final; a terceira versão insere as proposições adicionadas em sua posição lógica no texto e, novamente, altera algumas das provas. O objetivo de Jordanus era escrever um resumo completo da aritmética, semelhante ao que Euclides fizera para a geometria .
Jordanus coletou e organizou todo o campo da aritmética, com base na obra de Euclides e na de Boécio . Definições, axiomas e postulados levam a proposições com provas que às vezes são um tanto vagas, deixando ao leitor completar o argumento. Aqui também Jordanus usa letras para representar números, mas exemplos numéricos, do tipo encontrado no De numeris datis, não são fornecidos.

### Álgebra: oDe numeris datis
O editor deste tratado de álgebra, Barnabas Hughes, encontrou dois conjuntos de manuscritos para este texto, um contendo 95 proposições, o outro, 113. Da mesma forma, algumas das proposições comuns têm diferentes provas. Existem também 4 resumos ou revisões em forma de manuscrito.
O De numeris datis de Jordanus foi o primeiro tratado de álgebra avançada composto na Europa Ocidental, com base na álgebra elementar fornecida em traduções do século XII de fontes árabes. Ele antecipa em 350 anos a introdução da análise algébrica por François Viète na matemática do Renascimento . Jordanus usou um sistema semelhante ao de Viète (embora formulado em termos não simbólicos) de formulação da equação (estabelecendo o problema em termos do que é conhecido e do que pode ser encontrado), de transformar a equação inicial dada em um solução, e a introdução de números específicos que atendam às condições definidas pelo problema.

### Geometria:Liber philotegnie oDe triangulis
Esta é a geometria medieval no seu melhor. Ele contém proposições sobre tópicos como as proporções dos lados e os ângulos dos triângulos; a divisão de linhas retas, triângulos e quadrantes em diferentes condições; a proporção de arcos e segmentos planos no mesmo ou em círculos diferentes; trissecção de um ângulo; a área dos triângulos dado o comprimento dos lados; quadratura do círculo.
Novamente, há duas versões deste texto: a mais curta e presumivelmente primeira edição (o Liber philotegni Iordani de Nemore ) e uma versão mais longa ( Liber de triangulis Iordani ) que divide o texto em livros, reorganiza e expande o livro 2 e adiciona proposições 4-12 a 4-28. Este último conjunto de 17 proposições também circulou separadamente. Embora a versão mais longa possa não ser de Jordanus, ela certamente estava completa no final do século XIII.

### Projeção estereográfica:Demonstratio de plana spera

De plana spera, desenho geométrico

Este tratado de cinco proposições trata de vários aspectos da projeção estereográfica (usada em astrolábios planisféricos). A primeira e historicamente a mais importante proposição prova para todos os casos que os círculos na superfície de uma esfera quando projetados estereograficamente em um plano permanecem círculos (ou um círculo de raio infinito, ou seja, uma linha reta). Embora essa propriedade fosse conhecida muito antes de Jordanus, nunca havia sido provada.
Existem três versões do tratado: o texto básico, uma segunda versão com uma introdução e um texto muito expandido, e uma terceira, apenas ligeiramente expandida. A introdução às vezes é encontrada nas versões 1 e 3, mas obviamente foi escrita por outra pessoa.

### Obras duvidosas e espúrias
O De proporibus (em proporções ), o Isoperimetra (em figuras com perímetros iguais), o Demonstrationes pro astrolapsu (em gravura de astrolábio ), e o Pre-exercitamina ("um breve exercício introdutório"?) São atribuídos duvidosamente a Jordanus . Vários outros textos, incluindo um Liber de speculis e um Compositum astrolabii, são atribuições espúrias.

### Ficção histórica
O livro "Eresia Pura", por ele: Adriano Petta é uma ficção, em italiano, baseada em pesquisas históricas, sobre a vida de Jordanus de Nemore.

## Edições de obras de Jordanus
A maioria das obras de Jordanus foi publicada em edições críticas no século XX.
1 Mecânica: Os três tratados principais e a versão “Aliud commentum” (latim e inglês) foram publicados em The Medieval Science of Weights, ed. Ernest A. Moody e Marshall Clagett (Madison: University of Wisconsin Press, 1952). Os comentários também são encontrados em Joseph E. Brown, "The 'Scientia de ponderibus' na Idade Média Posterior", PhD. Dissertação, Universidade de Wisconsin, 1967. O Liber de ponderibus e a versão “Aliud commentum” foram publicados por Petrus Apianus (= Peter Bienewitz) em Nuremberg, 1533; e o De ratione ponderis foi publicado por Nicolò Tartaglia em Veneza, 1565.
2 Os tratados de Algorismi : Os artigos de Gustaf Eneström, que contêm o texto latino das introduções, definições e proposições, mas apenas algumas das provas, foram publicados na Biblioteca Mathematica, ser 3, vol. 7 (1906–07), 24-37; 8 (1907–08), 135-153; 13 (1912–13), 289-332; 14 (1913–14) 41-54 e 99-149.
3 - Aritmética (o De elementis arithmetice artis ): Jacques Lefèvre d'Étaples (1455–1536) publicou uma versão (com suas próprias demonstrações e comentários) em Paris em 1496; esta foi reimpressa em Paris, 1514. A edição moderna é: HLL Busard, Jordanus de Nemore, De elementis arithmetice artis. A Medieval Treatise on Number Theory (Stuttgart: Franz Steiner Verlag, 1991), 2 partes.
4 - Álgebra ( dados De numeris ): O texto foi publicado no século XIX, mas agora existe uma edição crítica: Jordanus de Nemore, De numeris datis, ed. Barnabas B. Hughes (Berkeley: University of California Press, 1981).
5 Geometria: "De triangulis" foi publicado pela primeira vez por M.Curtze em "Mittheilungen des Copernicusvereins für Wissenschaft und Kunst" Heft VI - Thorn, 1887. Veja na Biblioteca Digital Kujawsko-Pomorska: http://kpbc.umk.pl/dlibra/docmetadata?id=39881 . Mais recentemente, o Liber philotegni Iordani e o Liber de triangulis Iordani foram criticamente editados e traduzidos em: Marshall Clagett, Archimedes in the Middle Ages (Philadelphia: American Philosophical Society, 1984), 5: 196-293 e 346-477, que é muito melhorado em relação à edição de Curtze.
6 Projeção estereográfica: O texto da versão 3 do Demonstratio de plana spera e a introdução foram publicados no século XVI - Basel, 1536 e Veneza, 1558. Todas as versões são editadas e traduzidas em: Ron B. Thomson, Jordanus de Nemore e a Matemática dos Astrolabes: De Plana Spera (Toronto: Pontifical Institute of Mediaeval Studies, 1978).